# Kerttu Niskanen

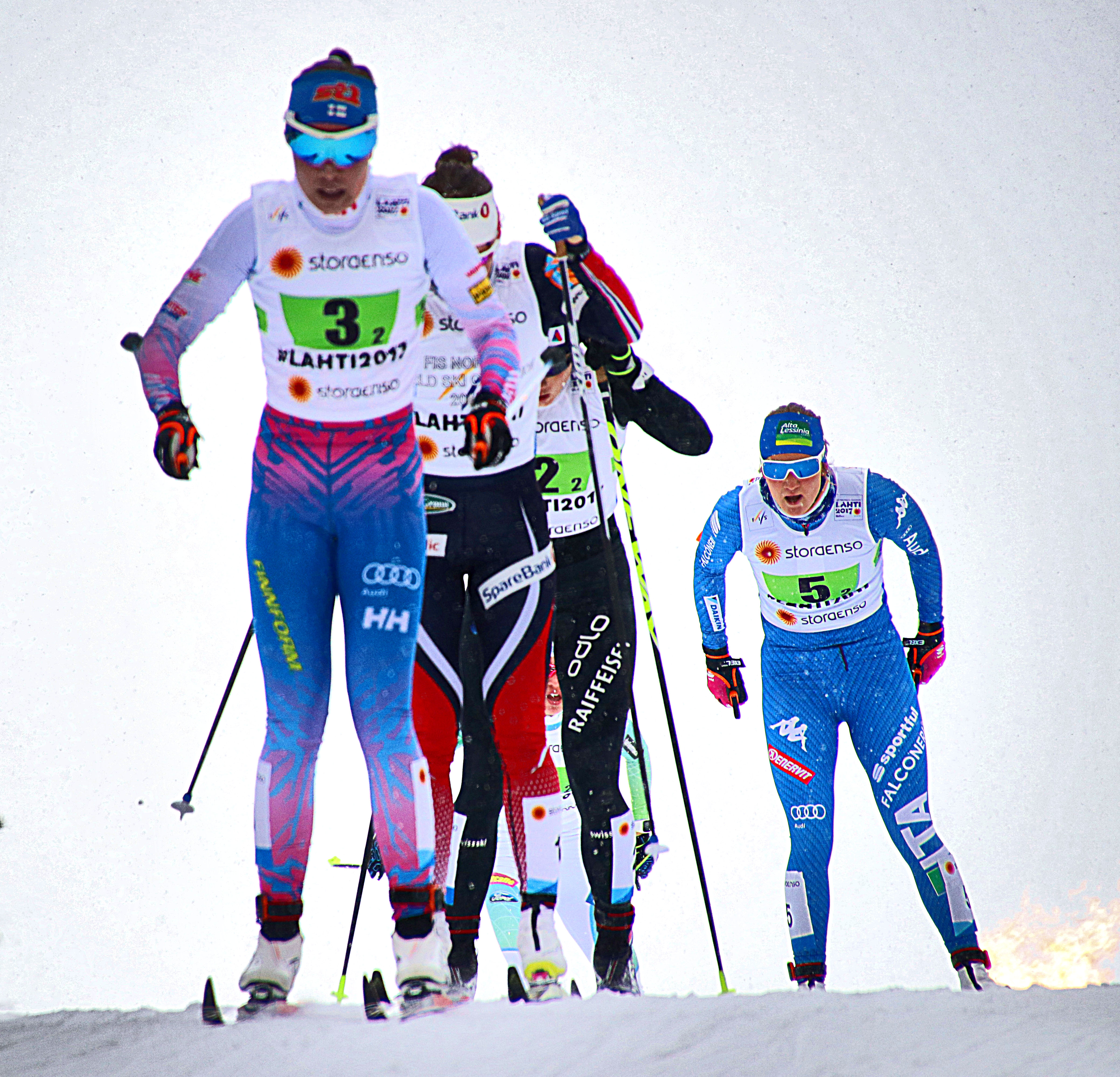
Kerttu Niskanen (3) in actie tijdens de wereldkampioenschappen langlaufen 2017 in Lahti.

Kerttu Elina Niskanen (Oulu, 13 juni 1988) is een Finse langlaufster. Ze vertegenwoordigde haar vaderland op de Olympische Winterspelen 2014 in Sotsji en op de Olympische Winterspelen 2018 in Pyeongchang. Zij is de oudere zus van langlaufer Iivo Niskanen.

## Carrière
Niskanen maakte haar wereldbekerdebuut in december 2007 in Kuusamo. In maart 2009 scoorde ze in Trondheim haar eerste wereldbekerpunten. In januari 2011 eindigde de Finse in Otepää voor de eerste maal in haar carrière in de top tien van een wereldbekerwedstrijd. Op de wereldkampioenschappen langlaufen 2011 in Oslo eindigde Niskanen als achtste op de 10 kilometer klassieke stijl. In Val di Fiemme nam Niskanen deel aan de wereldkampioenschappen langlaufen 2013. Op dit toernooi eindigde ze als zevende op de 30 kilometer klassieke stijl, als negende op de sprint en als twaalfde op de 15 kilometer skiatlon. Samen met Anne Kyllönen, Riitta-Liisa Roponen en Riikka Sarasoja-Lilja eindigde ze als vijfde op de estafette. In maart 2013 stond ze in Stockholm voor de eerste maal in haar carrière op het podium van een wereldbekerwedstrijd. Op 1 januari 2014 boekte de Finse in Lenzerheide haar eerste wereldbekerzege. Tijdens de Olympische Winterspelen van 2014 in Sotsji eindigde Niskanen als vierde op de 30 kilometer vrije stijl, als zevende op de 15 kilometer skiatlon en als achtste op de 10 kilometer klassieke stijl. Op de teamsprint legde ze samen met Aino-Kaisa Saarinen beslag op de zilveren medaille, samen met Anne Kyllönen, Aino-Kaisa Saarinen en Krista Lähteenmäki sleepte ze de zilveren medaille in de wacht op de estafette.
Op de wereldkampioenschappen langlaufen 2015 in Falun eindigde ze als vierde op zowel de 15 kilometer skiatlon als de 30 kilometer klassieke stijl, als zevende op de sprint en als achtste op de 10 kilometer vrije stijl. Op de estafette veroverde ze samen met Aino-Kaisa Saarinen, Riitta-Liisa Roponen en Krista Pärmäkoski de bronzen medaille. In Lahti nam de Finse deel aan de wereldkampioenschappen langlaufen 2017. Op dit toernooi eindigde ze als zesde op de 10 kilometer klassieke stijl. Samen met Aino-Kaisa Saarinen, Laura Mononen en Krista Pärmäkoski behaalde ze de bronzen medaille op de estafette, op de teamsprint eindigde ze samen met Aino-Kaisa Saarinen op de vijfde plaats. Tijdens de Olympische Winterspelen van 2018 in Pyeongchang eindigde Niskanen als zesde op de 30 kilometer klassieke stijl, als zestiende op de 15 kilometer skiatlon en als 23e op de sprint. Samen met Aino-Kaisa Saarinen, Riitta-Liisa Roponen en Krista Pärmäkoski eindigde ze als vierde op de estafette.
Op de wereldkampioenschappen langlaufen 2019 in Seefeld eindigde ze als 22e op de 10 kilometer klassieke stijl.

## Resultaten

### Olympische Winterspelen
| Jaar | Plaats      | Resultaten |
| ---- | ----------- | --- |
| 2014 | Sotsji      | 8e 10 km klassieke stijl · 7e 15 km skiatlon · 4e 30 km vrije stijl · Teamsprint (klassieke stijl) · 4x5 km estafette |
| 2018 | Pyeongchang | 23e Sprint (klassieke stijl) 16e 15 km skiatlon 6e 30 km klassieke stijl 4e 4x5 km estafette                          |

### Wereldkampioenschappen
| Jaar | Plaats        | Resultaten |
| ---- | ------------- | --- |
| 2011 | Oslo          | 8e 10 km klassieke stijl                                                                                             |
| 2013 | Val di Fiemme | 9e Sprint (klassieke stijl) 12e 15 km skiatlon 7e 30 km klassieke stijl 5e 4x5 km estafette                          |
| 2015 | Falun         | 7e Sprint (klassieke stijl) · 8e 10 km vrije stijl · 4e 15 km skiatlon · 4e 30 km klassieke stijl · 4x5 km estafette |
| 2017 | Lahti         | 6e 10 km klassieke stijl · DNF 30 km vrije stijl · 5e Teamsprint (klassieke stijl) · 4x5 km estafette                |
| 2019 | Seefeld       | 22e 10 km klassieke stijl                                                                                            |

### Wereldbeker
| Legenda | Legenda            |
| ------- | ------------------ |
| TdS     | Tour de Ski        |
| NO      | Nordic Opening     |
| LT      | Lillehammer Triple |
| RT      | Ruka Triple        |
| WBF     | Wereldbekerfinale  |
| STC     | Ski Tour Canada    |
| ST      | Ski Tour           |

Eindklasseringen
| Seizoen   | Algm | DI    | SP  | TdS |
| --------- | ---- | ----- | --- | --- |
| 2008/2009 | 67e  | 45e   | 55e | -   |
| 2009/2010 | 72e  | 57e   | 58e | -   |
| 2010/2011 | 36e  | 30e   | 40e | DNF |
| 2011/2012 | 32e  | 27e   | 39e | 16e |
| 2012/2013 | 11e  | 12e   | 21e | 17e |
| 2013/2014 | 5e   | Brons | 28e | 5e  |
| 2014/2015 | 14e  | 12e   | 41e | DNF |
| 2015/2016 | 9e   | 6e    | 32e | 5e  |
| 2016/2017 | 8e   | 8e    | 37e | 6e  |
| 2017/2018 | 10e  | 9e    | 42e | 6e  |
| 2018/2019 | 42e  | 21e   | 79e | -   |
| 2019/2020 | 15e  | 11e   | 43e | 11e |
| 2020/2021 | 28e  | 24e   | 65e | DNF |

Wereldbekerzeges
| Nr. | Datum            | Plaats      | Onderdeel                              |
| --- | ---------------- | ----------- | -------------------------------------- |
| 1.  | 1 januari 2014   | Lenzerheide | 10 km klassieke stijl (massastart) TdS |
| 2.  | 17 februari 2019 | Cogne       | 10 km klassieke stijl                  |
| 3.  | 10 december 2022 | Beitostølen | 10 km klassieke stijl                  |